# Liste der Naturdenkmale in Ortenberg (Baden)
| Naturdenkmale | Anzahl |
| ------------- | ------ |
| FND           | 1      |
| END           | 4      |
| Gesamt        | 5      |

Die Liste der Naturdenkmale in Ortenberg nennt die verordneten Naturdenkmale (ND) der im baden-württembergischen Ortenaukreis liegenden Gemeinde Ortenberg. In Ortenberg gibt es insgesamt fünf als Naturdenkmal geschützte Objekte, davon ein flächenhaftes Naturdenkmal (FND) und vier Einzelgebilde-Naturdenkmale (END).
Stand: 1. November 2016.

## Flächenhafte Naturdenkmale (FND)
| Name                            | Bild | Kennung     | Einzelheiten | Position | Fläche Hektar | Datum        |
| ------------------------------- | ---- | ----------- | ------------ | -------- | ------------- | ------------ |
| Baumbestand Ortenberger Schloss |      | 83171000001 | Ortenberg    | ⊙        | 0,7           | 3. Apr. 1952 |
| Legende für Naturdenkmal        |      |             |              |          |               |              |

## Einzelgebilde (END)
| Name                             | Bild | Kennung     | Einzelheiten | Position | Fläche Hektar | Datum         |
| -------------------------------- | ---- | ----------- | ------------ | -------- | ------------- | ------------- |
| Baumgruppe am Bühlweg 19         |      | 83171000005 | Ortenberg    | ???      | 0,0           | 28. Okt. 1986 |
| Dorflinde am Käferberger Brunnen |      | 83171000003 | Ortenberg    | ???      | 0,0           | 3. Apr. 1952  |
| Dorflinde                        |      | 83171000002 | Ortenberg    | ???      | 0,0           | 3. Apr. 1952  |
| Feldlinde                        |      | 83171000004 | Ortenberg    | ???      | 0,0           | 3. Apr. 1952  |
| Legende für Naturdenkmal         |      |             |              |          |               |               |